# Мефальсим
Мефальс́им (Мефалсим; ивр. מְפַלְּסִים‎ ) — израильский кибуц на северо-западе Негева, к западу от перекрестка Шаар-ха-Негев. Принадлежит кибуцному движению, находящийся на территории регионального совета Шаар-ха-Негев. Площадь кибуца составляет около 11 000 дунамов; по состоянию на 2021 год население составляет около 1038 человек, которые в основном работают за пределами кибуца. Кибуц занимается сельским хозяйством; в кибуце находится молочная ферма и металлургический завод. Расстояние кибуца от границы Израиля с сектором Газа составляет около 1,2 километра.
Кибуц предлагает различные социальные услуги, такие как дошкольное образование, неформальное образование до 18 лет, клуб, библиотека, продуктовый магазин, клиника, стоматологическая клиника, дом престарелых, синагога, спортивные сооружения, бассейн, сады, детские площадки, газоны и скверы.
Кибуц был основан в 1949 году иммигрантами, большинство из которых были выпускниками молодёжного движения Дрор из стран Латинской Америки (в основном из Аргентины и Уругвая). Первоначальное местоположение находилось на Гиват-Куркаре напротив границы с сектором Газа, но примерно через год поселение было перенесено на нынешнее место из-за прямого обстрела, который часто велся по поселению со стороны Бейт-Хануна (военного и гражданского полигона и военного блокпоста). В мае 1951 года кибуц отделился от объединённого кибуцного движения.
Во время резни 7 октября отряд экстренной помощи пресек попытки проникновения десятков террористов в кибуц.

## Структура кибуца
С 1990-х годов кибуц прошел процедуру приватизации.
Мефальсим стал одним из первых кибуцев, основавших «общественный район», прилегающий к кибуцу («расширение общины»). С созданием этого квартала в 2001 году также была создана общественная ассоциация «Мефальсим», которая объединяет членов кибуца и жителей общинного квартала. С точки зрения муниципалитета и сообщества, это один населенный пункт, которым управляет совместный комитет, состоящий из представителей района и кибуца. Этот комитет отвечает за предоставление муниципальных услуг (уборка, садоводство, охрана, санитария), поддержание общественной жизни (клубы, праздники, культурные мероприятия) и управление системой образования.

## Население
По данным Центрального статистического бюро Израиля, население на начало 2020 года составляло 1 024 человека.

## Битва за кибуц
Во время октябрьской резни 2023 года  отряд быстрого реагирования и четыре солдата, находившиеся в поселении в субботу, боролись с десятками террористов ХАМАС, прибывших на фургонах и мотоциклах с целью расправиться с жителями кибуца и захватить их в плен. Бои продолжались с утра до полудня, когда на место прибыли силы ЦАХАЛа. Некоторым террористам удалось проникнуть в поселок пешком, некоторые были убиты, некоторые взяты в плен.

## Фотогалерея

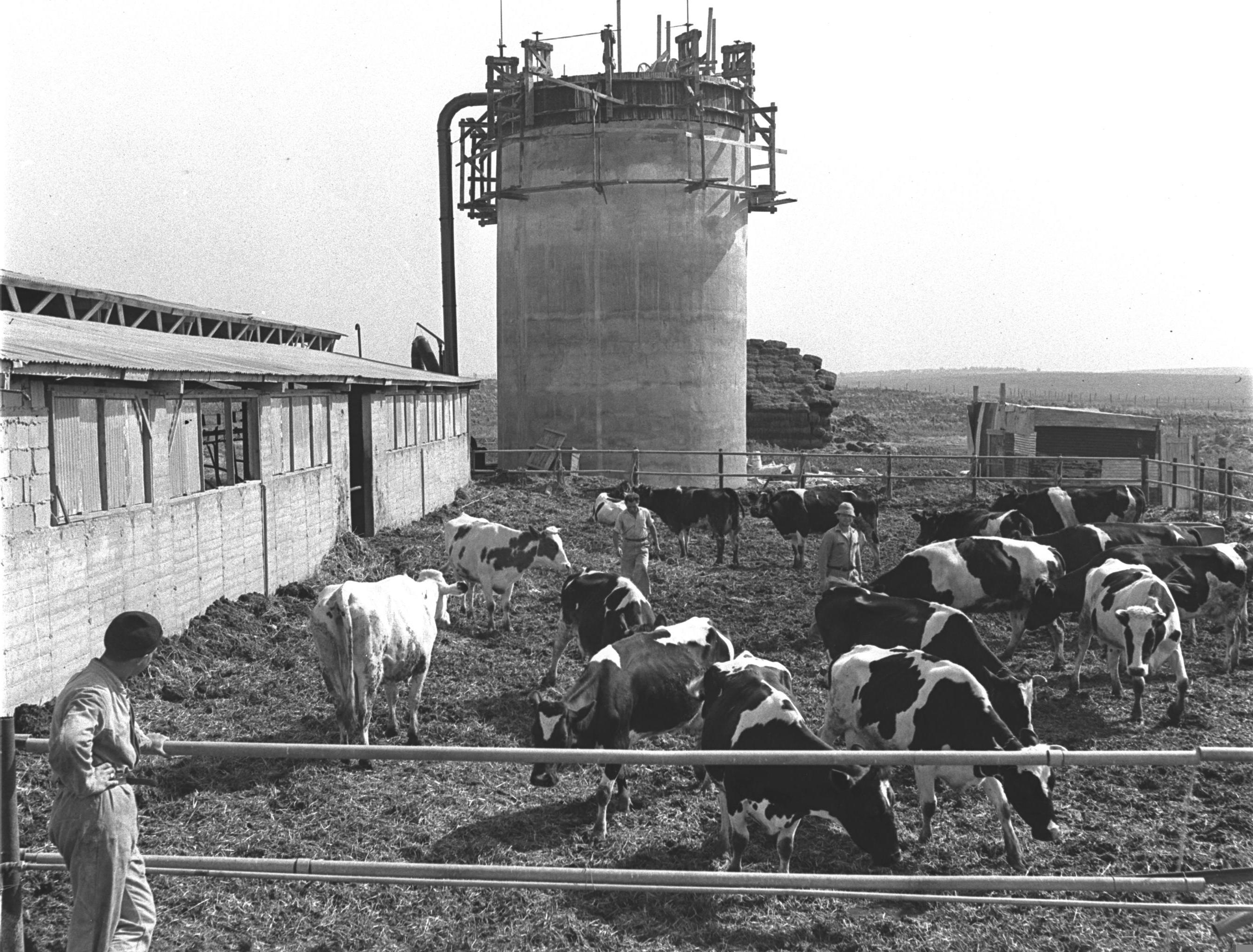
Коровник и силосная башня в кибуце Мефальсим, 1955 год.
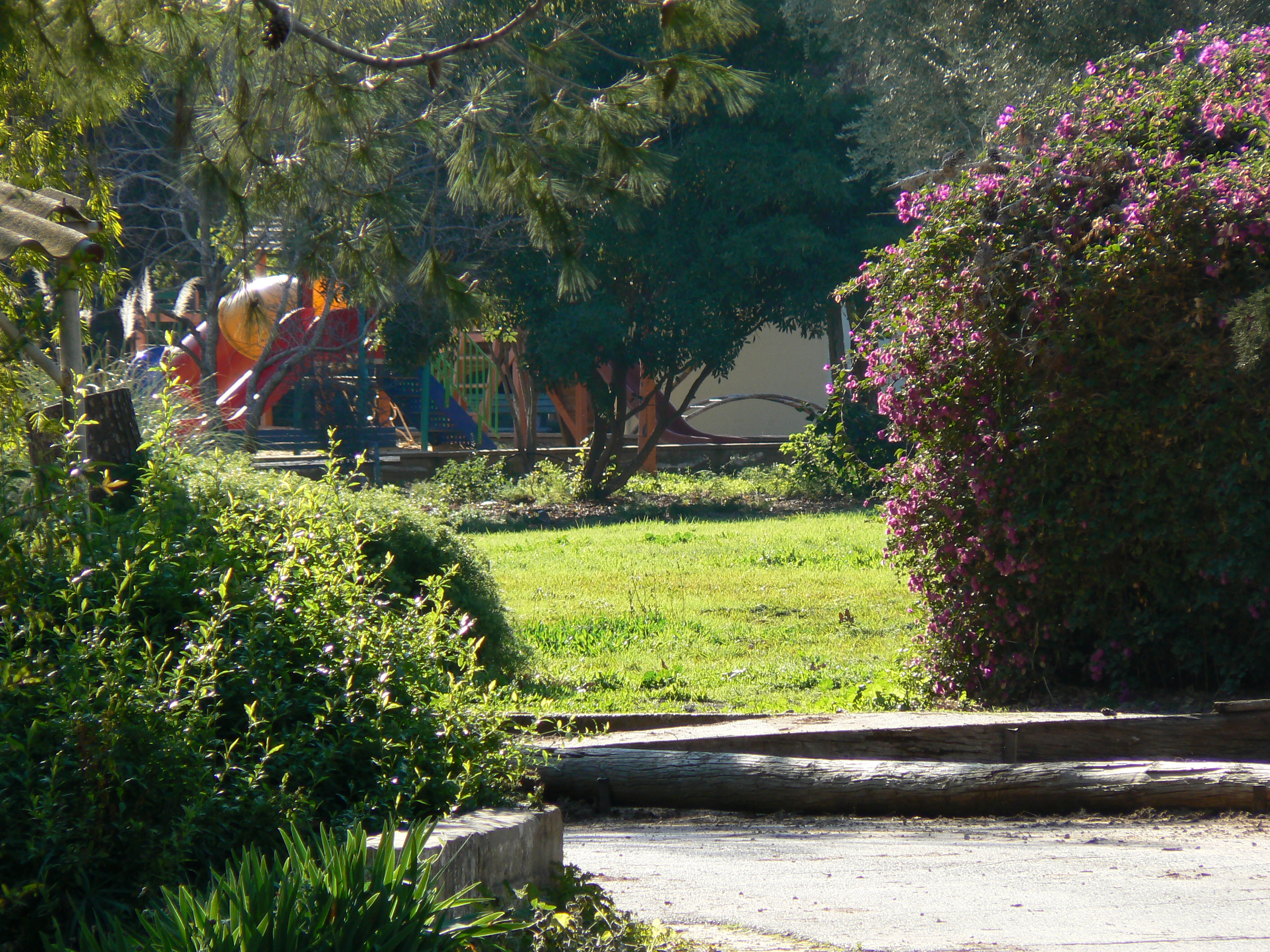
Детская площадка в кибуце Мефальсим
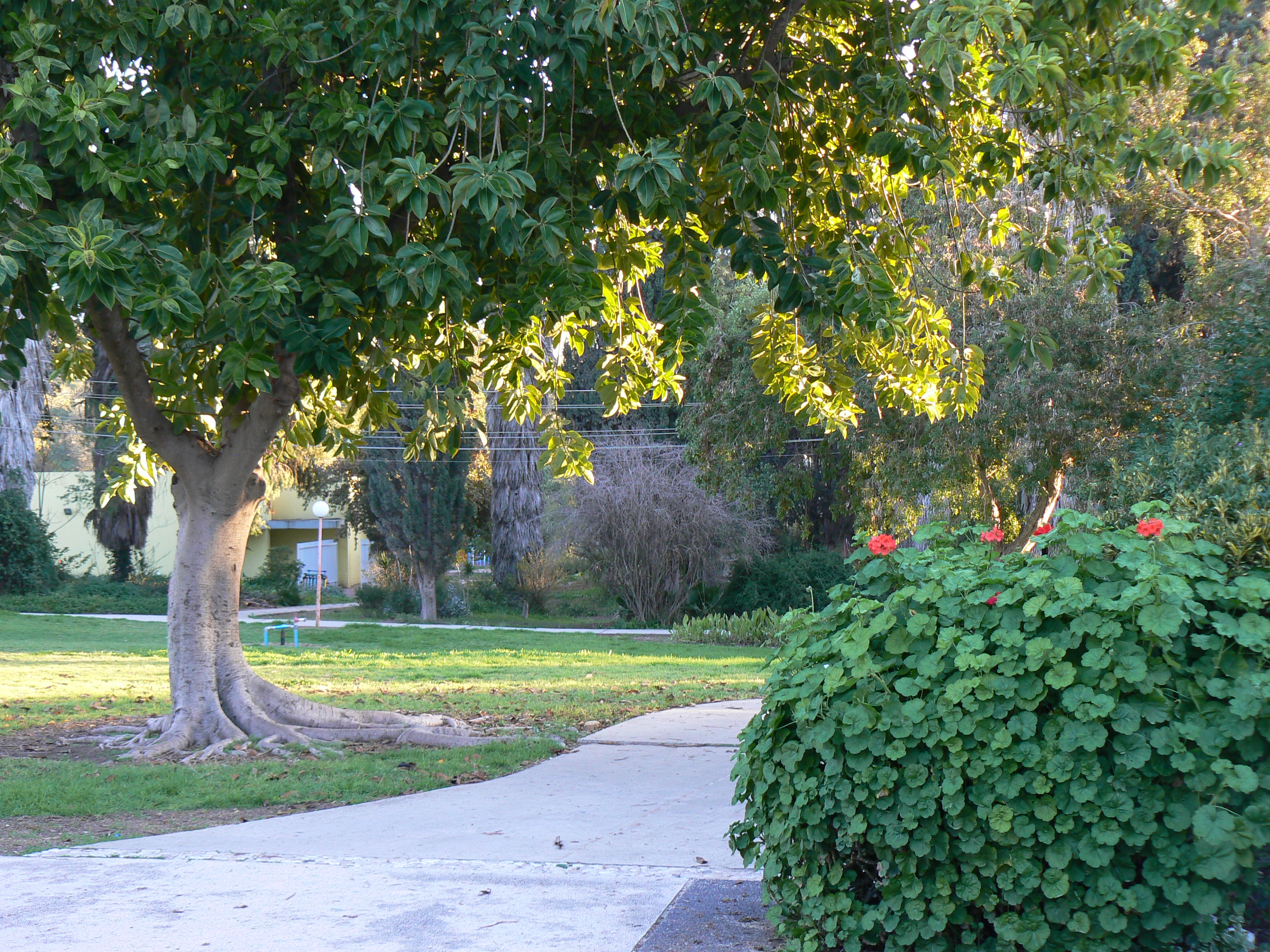
Детский сад в кибуце